# Gesetz über die Neuregelung der kommunalen Grenzen im rheinisch-westfälischen Industriebezirke
Mit dem Gesetz über die Neuregelung der kommunalen Grenzen im rheinisch-westfälischen Industriebezirke vom 26. Februar 1926 (PrGS. S. 53) wurden die Regierungsbezirke Düsseldorf, Münster und Arnsberg neu eingeteilt. Folgen waren der Verlust der Eigenständigkeit von Städten oder die Erlangung der Kreisfreiheit, die Bildung der neuen Gemeinde Oer-Erkenschwick sowie die Auflösung des Landkreises Gelsenkirchen. 

## Vergrößerung von Stadtkreisen
- Vergrößerung des Stadtkreises[1] Bochum um fünf Landgemeinden (§§ 14 und 15)
- Vergrößerung des Stadtkreises Gelsenkirchen um Gebietsteile von vier Landgemeinden (§ 13)
- Vergrößerung des Stadtkreises Herne um Gebietsteile von zwei Landgemeinden (§ 16)
- Vergrößerung des Stadtkreises Recklinghausen um die Gemeinde Suderwich und neun Ortsteile der Landgemeinde Recklinghausen-Land (§ 24)

## Bildung neuer Stadtkreise
- Bildung des neuen Stadtkreises[1] Wanne-Eickel aus drei Landgemeinden (§§ 6 bis 8)
- Bildung des neuen Stadtkreises Wattenscheid aus der Stadtgemeinde Wattenscheid, sieben Landgemeinden und einem Gebietsteil der Gemeinde Königssteele (§§ 9 bis 12)

## Auflösung eines Landkreises
- Landkreis Gelsenkirchen: Zur Rechtsnachfolgerin wurde die Stadtgemeinde Wanne-Eickel bestimmt.

## Aufgehobene Regelungen
- Die Stadtgemeinde Steele wurde um die Landgemeinde Königssteele und den Ortsteil Haferfeld der Landgemeinde Sevinghausen vergrößert. Es wurde festgelegt, dass Steele nicht vor 1936 kreisfrei werden könne (§§ 1 bis 4). Jedoch wurde Steele bereits am 1. August 1929 nach Essen eingemeindet und der Landkreis Essen aufgelöst.
- Die neue Stadtgemeinde Kastrop-Rauxel[2] entstand aus der Stadtgemeinde Kastrop sowie acht Landgemeinden und Gebietsteilen der Landgemeinde Deininghausen. Es wurde festgelegt, dass Kastrop-Rauxel nicht vor 1936 kreisfrei werden könnte (§§ 21 bis 23). Jedoch wurde Castrop-Rauxel[2] bereits am 1. April 1928 kreisfrei und der Landkreis Dortmund aufgelöst.